# Bolivar Trask
Bolivar Trask es un supervillano ficticio que aparece en los cómics estadounidenses publicados por Marvel Comics. Es un científico militar cuya empresa Industrias Trask es bien conocida como el creador de los Centinelas. También es el padre de Larry Trask y Madame Sanctity.
El personaje fue interpretado por Bill Duke en X-Men: The Last Stand y por Peter Dinklage en X-Men: días del futuro pasado.

## Historial de publicación
Bolivar Trask fue creado por el escritor Stan Lee y el artista y coautor Jack Kirby, y apareció por primera vez en Uncanny X-Men # 14 (noviembre de 1965).

## Biografía
Bolivar Trask era un antropólogo que vio el surgimiento de los mutantes como una amenaza para la humanidad. Bolivar fue también el padre de Larry Trask, quien irónicamente fue revelado que era un mutante con poderes de precognición. Bolivar se había dado cuenta de esto, y le dio a su hijo un medallón que suprimía sus poderes. La otra hija de Bolívar, Tanya, también era una mutante y su habilidad para viajar en el tiempo causó que desapareciera. Tanya seria rescatada por Rachel Summers en el futuro distante y se volvió parte de los Askani bajo el alias de Madame Sanctity.
Bolivar decidió que la humanidad tenía que luchar contra los mutantes y desarrolló guardianes robóticos para los humanos, conocidos como los Centinelas.Su hijo Larry fue protegido de la habilidad de los Centinelas de detectar mutantes debido al medallón que Bolivar le había dado. Bolivar publicó artículos acerca de la amenaza de los mutantes. Uno de esos artículos mostraba una ilustración de tiranos mutantes manteniendo a los humanos como esclavos. Esta ilustración se convertiría en un símbolo de las relaciones entre humanos y mutantes, y varios años después Quentin Quire y su Omega Gang basarían sus apariencia en esa imagen.
El profesor Charles Xavier invitó a Trask para un debate público acerca de las relaciones entre humanos y mutantes. Los argumentos de Xavier de que los mutantes eran como los humanos y que no eran malvados, no convencieron a Trask y él reveló a los Centinelas. Trask y sus científicos aparentemente habían creado una programación táctica y estratégica abierta y adaptativa para los robots. Trask no era un programador muy hábil, y los centinelas se volvieron en su contra afirmando que eran superiores a los humanos. Los Centinelas partieron llevando a Trask con su primera creación, el Molde Maestro, quién le ordenó que construyera más Centinelas.
Para detener a los Centinelas, Xavier llamó a sus X-Men. Los X-Men lucharon contra los Centinelas, pero Bestia fue capturado. Para que revelará los secretos de los X-Men, los Centinelas le ordenaron a Trask que usara un artefacto para leer la mente de Bestia. Trask descubrió que los X-Men eran mutantes protegiendo a la humanidad y se dio cuenta de que había estado equivocado. Ayudó a los X-Men a derrotar a los Centinelas al sacrificarse para destruir la base de los Centinelas.
Recientemente en Fuerza-X, Bastión ha sido reactivado por los Purificadores, aparentemente ha resucitado a Bolivar Trask mediante el uso de un Technarch para ser parte de un equipo de los asesinos mutantes más importantes del mundo. Aparentemente se le dio crédito por la muerte de todos los mutantes, siendo el inventor de los Centinelas, tuvo el mayor registro de muertes de mutantes: 16,521,618. Consistente con el remordimiento que había mostrado al momento de su muerte, Trask se suicidó después de escapar del control mental de Bastion.

## Legado
La muerte de Bolívar Trask no sería el final de los Centinelas:
- El Molde Maestro regresaría y el hijo de Bolívar, Larry Trask, aún sin darse cuenta de su propio estado mutante (que tenía sueños proféticos), seguiría los pasos de su padre y crearía nuevos Centinelas para vengar a su padre.[7]
- Más tarde, la villana Cassandra Nova reclutaría al sobrino de Bolívar, Donald Trask III, para ganar el control de un grupo de Centinelas en Ecuador. Las máquinas, que ahora varían en tamaño, no dañarán el ADN de Trask. Ellos obedecen las órdenes de Donald. Sin embargo, una vez que Nova termina de copiar todo el ADN de Donald, Nova mata a Donald y se hace cargo de los robots.[8]
- Bolivar Trask tiene un hermano llamado Simon Trask, el fundador del Último Soporte de la Humanidad.[9]

## Versiones alternativas

### Era de Apocalipsis
En la Era de Apocalipsis, Bolivar Trask se casó con Moira MacTaggert y juntos diseñaron los altamente armados Centinelas para luchar contra Apocalipsis. Esos Centinelas estaban mejor programados e incluso eran capaces de razonar con mutantes si ellos protegían a humanos (su objetivo principal). Bolívar participa en un plan para bombardear las fuerzas del Apocalipsis de América del Norte, aunque esto significaría muchas muertes de civiles. Regresa en la serie en curso Era de Apocalipsis lanzada en 2012, como uno de los líderes de la resistencia humana restante. Su hija Francesca es una agente principal en X-Terminators (cuyo nombre en código es "Fiend") junto con Prophet,  Good Night, Horror Show y Zora Risman, también conocida como DeadEye, aunque ella y Bolívar tienen una relación difícil.

### Civil War: House of M
En la miniserie de 2008 Civil War: House of M, Bolívar Trask presta juramento como vicepresidente de los Estados Unidos y crea Centinelas para luchar contra Magneto en su ascenso al poder.Magneto se enfrenta a él a bordo del Helicarrier. Trask convoca a los Centinelas en defensa propia, pero entran en modo no letal ya que la nave cuenta con humanos. Trask anula esto, provocando la muerte de muchos agentes de S.H.I.E.L.D. Magneto luego lanza a Trask a un rayo Centinela, provocando su desintegración.

### X-Men Noir
En la miniserie X-Men Noir de 2009-2010, Bolivar Trask es un talentoso doctor en antropología y sociología, que también es un escritor pulp de ciencia ficción y un defensor público de la eugenesia, aunque no es racista, como poseen sus personajes principales. las "mejores" cualidades de los diferentes grupos étnicos. Es el escritor de la serie pulp de ciencia ficción, "The Sentinels", sobre una raza de seres genéticamente superiores en el año 2013 que protegen a la humanidad de los espantosos "Mutantes" deformados. Entre sus personajes se encuentran Steven Lang, creador de los Centinelas; Callisto, líder de los inadecuados/muties; el comandante Centinela Bastion, los perfectos Centinelas Nimrod y Rachel, así como el loco egipcio En Sabah Nur.

### Ultimate Marvel
La encarnación de Bolivar Trask en Ultimate Marvel aparece en Ultimate X-Men, como el arquitecto de la 'Iniciativa Centinela' para el gobierno estadounidense, una respuesta a los ataques terroristas de Magneto al Capitolio.Inicialmente, los Centinelas patrullaban Los Ángeles, y luego Nueva York, destruyendo a cualquier humano que poseyera genes mutantes. Sin embargo, esos ataques se detuvieron cuando los X-Men rescataron a la hija del presidente de la Hermandad de Mutantes. Trask descubrió la ubicación de la Tierra Salvaje, y por órdenes del presidente de los Estados Unidos, mandó a los Centinelas a destruir el paraíso de Magneto. Esto resultó ser un movimiento tonto cuando Magneto reprogramó fácilmente a las máquinas construidas de cromo para destruir a la humanidad. Después un ataque de los Centinelas a Washington D. C., la Iniciativa Centinela fue cerrada. Sintiéndose horrorizado por todo lo que ha hecho, se permite, durante el intento de salvación de Ángel, caer en el corazón de una explosión y muere.
Otra iteración del personaje aparece en Ultimate Spider-Man. El se muestra que es el director ejecutivo de Industrias Trask y ex empleador de Edward Brock Sr. y Richard Parker mientras trabajaban en el simbionte Venom como cura para el cáncer. Sin embargo, más tarde engañó a los dos para que firmaran un contrato que convertía al simbionte en su propiedad total y luego fue deliberadamente responsable de un accidente aéreo que mató a Edward, Richard y Mary Parker, al manipular a Edward para robar una parte del inestable simbionte Venom y probarlo a bordo, para que el traje siguiera en su poder, a pesar de estar incompleto y muy peligroso. Años más tarde, Eddie Brock Jr. termina robándose el organismo como Venom. Más tarde, después de que su investigador Adrian Toomes presencia a Venom luchando contra Peter Parker, Trask contrata a Silver Sable y Wild Pack para encontrar y capturar a Venom y entregárselo a Trask. Él y Toomes comienzan a experimentar con Venom, pero de repente son interrumpidos por el Escarabajo, lo que le permite a Venom escapar.

## Otros medios

### Televisión
- Bolívar Trask aparece en X-Men: La serie animada, con la voz de Brett Halsey. Esta versión colaboró con Henry Peter Gyrich y Cameron Hodge para crear a los Centinelas. Después de que Master Mold pone en peligro la vida de Robert Kelly en el final de la primera temporada, Trask intenta sacrificarse para destruir su creación, pero sobrevive.
  - Trask aparece en X-Men '97, con la voz de Gavin Hammon.[17]
- Bolívar Trask aparece en X-Men: Evolution, con la voz de John Novak. Esta versión es un coronel, exmiembro de S.H.I.E.L.D. que fue un destacado antropólogo y cibernético que estudia la mutación genética. Concluyendo que los mutantes reemplazarán a los humanos como especie dominante en la Tierra si no se controlan y tratando de evitar esto, diseñó a los Sentinels para detener a los mutantes. En el episodio "El día del juicio final", pt. 1, secuestra a Wolverine como sujeto de prueba para su prototipo Centinela, pero Magneto lo secuestra para luchar contra los X-Men y revelar públicamente la existencia de los mutantes antes de que los X-Men destruyan el Centinela. Posteriormente, Trask es arrestado y encarcelado. En el episodio "Uprising", Trask fue liberado de prisión y continuó su proyecto Centinela bajo la supervisión de Nick Fury para preparar la Tierra para la amenaza de Apocalipsis. Trask crea tres Centinelas mejorados, que derriban con éxito los campos de fuerza que protegen las bases de Apocalipsis antes de que sean destruidos por los Jinetes de Apocalipsis.
- Bolivar Trask aparece en Wolverine and the X-Men, con la voz de Phil LaMarr. Esta versión es un científico afroamericano de mediana edad que trabaja para el senador Robert Kelly junto con la Dra. Sybil Zane. Mientras desarrolla el programa Centinela, Trask utiliza la biología de Wolverine para crear Centinelas mejorados que inspirarían a los Centinelas Prowlers en un posible futuro distópico.

### Cine
- Bolivar Trask fue incluido en el primer borrador de la película del 2000 X-Men, escrito por Andrew Kevin Walker, pero tuvo que ser removido para que la película sea producida por el estudio.[18]
- Trask aparece en X-Men: The Last Stand de 2006, la tercera película de la franquicia X-Men, interpretado por Bill Duke. Esta versión es un Afroamericano y él es la cabeza del Departamento de Seguridad Nacional de los Estados Unidos,[19] no tiene una conexión aparente con los Centinelas. Aunque parece estar conectado con la adaptación en marcha de armas humanas y tácticas para amenazas mutantes. Se presume que creó a los Centinelas en secreto en el juego X-Men: The Official Game para William Stryker antes de que este muriera en X-Men 2. No obstante, ahora se lo considera un personaje diferente del personaje que aparece en las películas posteriores.
- En la escena de mitad de créditos de la película de 2013 The Wolverine se alude a Trask Industries. Cuando el Profesor X y Magneto advierten a Wolverine de una amenaza próxima a la especie mutante, un televisor en un punto de control de seguridad del aeropuerto muestra un anuncio de Trask Industries.
- Peter Dinklage interpreta a Bolivar Trask como el principal villano en X-Men: días del futuro pasado,[20][21][22] bajo la dirección de Bryan Singer. En la película, Trask se entera de la existencia de los mutantes a través de la disertación de la Universidad de Oxford, lo que lo llevó a buscar el uso de poderes mutantes para sus agendas de fabricación de armas, así como a crear el programa Centinela. No parece odiar personalmente a los mutantes, y solo los ve como un medio para lograr la paz mundial al unir a la humanidad contra un "enemigo común". Esto lleva a algunos a verlo como un insano y cruel. Mystique descubre que Trask realiza experimentos inhumanos y fatales con mutantes, incluidos algunos de los X-Men y la Hermandad de Mutantes. En la línea de tiempo original, Mystique mata a Trask en represalia, resultando tanto en su martirio como en un futuro distópico donde las versiones más avanzadas de Centinelas han llevado a los mutantes y a los humanos al borde de la extinción. La película gira en torno a los intentos de Wolverine desplazados en el tiempo para reunir las versiones más jóvenes de Charles Xavier y Magneto para evitar que este futuro se concrete. Trask se salva de su muerte original gracias a Logan, Xavier y Magneto, pero la pelea posterior, mientras Magneto intenta matar a Mystique para asegurarse de que no puede tener otra oportunidad de matar a Trask más tarde, lo que resulta en Magneto, Mystique y Beast siendo testigo de peleas en público, lo que provocó que el presidente Richard Nixon aprobara el programa Centinela de Trask. En la presentación, Trask vuelve a ser el objetivo, esta vez por Magneto haber unido el prototipo de Centinelas con metal para ponerlos en contra de sus creadores. Mystique detiene el ataque de Magneto y se prepara para matar a Trask, y se detiene solo cuando Xavier persuade a Mystique para que se retire por medio de una conversación telépata. Aunque Trask finalmente se salva, el mundo se queda con una demostración convincente de que no todos los mutantes están en contra de la humanidad cuando Mystique aparentemente actúa para detener el ataque de Magneto y se va sin causar más daño, reescribiendo la historia con los EE. UU. cancelando el programa Centinela. Al final de la película, un artículo de periódico afirma que Trask fue arrestado por intentar vender sus diseños de Centinelas a países extranjeros. En un corto, muestra a Trask encarcelado dentro de la celda que alguna vez mantuvo a Magneto debajo del Pentágono.

### Videojuegos
- Trask aparece en el videojuego Ultimate Spider-Man, como el gerente de Trask Enterprises. Él, junto con Adrian Toomes, intentó recrear el traje de Venom y contrató a Silver Sable para capturar a Eddie Brock. Esto fue antes de descubrir que Peter Parker, también conocido como 'Spider-Man,' también portaba restos del traje de Venom en su sangre. En el último nivel del juego, Trask le da a Spiderman los archivos referentes a su Padre, incluyendo los relacionados con Brock. Justo en ese momento Venom aparece, Trask intenta escapar, pero falla al no saber como volar un helicóptero. Venom había decidido matar a Trask, pero Spiderman lo detiene. Sin embargo, en el FMV final se muestra como S.H.I.E.L.D. llega a arrestar a Trask, y Spiderman tiene los archivos acerca de la muerte de sus padres, incluyendo también los archivos acerca de los padres de Brock. Después de todo lo que hizo, Trask únicamente pasó tres años en una prisión de mínima seguridad. Posteriormente, Brock localizó a Trask en prisión y lo asesinó, creyendo que Trask había sido la razón por la que sus padres y los de Parker habían muerto en un accidente de avión.

- En X-Men Legends II: Rise of Apocalypse, Trask es mencionado en la cuarta escena 4, donde él ha usado sus Centinelas para las Perimeter Platforms. También ha reescrito el programa de los Centinelas para que no ataquen a los X-Men.

- El personaje se menciona brevemente en X-Men: The Official Game como asumir la supervisión de Multiple Man. Él también es mencionado por Bestia que ayudó a William Stryker a crear los Centinelas y Master Mold con el respaldo de HYDRA.

- Bolivar Trask aparece en la adaptación del videojuego de X-Men Origins: Wolverine, con la voz de Bumper Robinson. Esta versión es afroamericana, se muestra investigando el gen mutante para Symstemized Cybernetics Lab / SCL (compañía de Sebastian Shaw) y también ayudar a construir Centinelas. En la continuidad del juego, los registros de trabajo a los que accede el jugador mientras busca en su base revelan que Trask inicialmente no tenía nada contra mutantes y simplemente participó en el proyecto Centínela por su valor científico. Sin embargo, después de presenciar un incidente violento que involucró a un sujeto de prueba mutante, llegó a ver a los mutantes como una amenaza, creyendo que la humanidad solo podía protegerse si los mutantes eran eliminados, describiéndolos como monstruos de la naturaleza. Se lo ve en el futuro epílogo del juego en el que los Centinelas gobiernan la Tierra. Notablemente en el juego, él pierde su mano izquierda a Wolverine (similar a la pérdida del profesor Thorton de Weapon X )la mano derecha) que requiere que la huella de la mano de Trask atraviese una puerta en la instalación que está buscando, solo para reemplazarla con una mano cibernética en el futuro.

- En The Amazing Spider-Man, un letrero que dice "Industrias Trask sella el traje" se puede ver en el camino.